# Buenos días a todos
Buenos días a todos es un programa chileno de tipo magacín matinal, transmitido simultáneamente por TVN y su señal internacional TV Chile. Se emitió por primera vez el 9 de marzo de 1992. El programa se llamó Muy buenos días desde el 22 de agosto de 2016 hasta el 23 de octubre de 2019. Fecha en que el programa retomó su nombre original Buenos días a todos, que mantiene hasta el la actualidad presente.

## Historia

### Inicios y apogeo (1992-2002)
El Buenos días a todos comenzó a emitirse el lunes 9 de marzo de 1992 a las 7:20, siendo conducido por Felipe Camiroaga y Tati Penna. Su formato se basó en Teleonce al despertar, el programa transmitido entre 1980 y 1990 en Teleonce y conducido por el animador Jorge Rencoret. La pareja Camiroaga-Penna dura hasta el 4 de septiembre de 1992, asumiendo posteriormente el 7 de septiembre de ese año, Jorge Hevia y Jorge Aedo, la animación del matinal, consolidándolo e iniciando el período de gloria del programa. Aedo estaría hasta diciembre, asumiendo posteriormente en marzo de 1993 la conduccíon Margot Kahl junto a Hevia.
Entre los años 1993 y 1997 el programa no se transmitía durante el mes de febrero por motivos de que Jorge Hevia y Margot Kahl se encontraban en vacaciones. A partir de 1998, el programa se emite en el mes de febrero, la conducción en época veraniega es asumida por Felipe Camiroaga y Karen Doggenweiler. En junio de 1998, Paulina Nin de Cardona y el chef Francisco «Pancho» Toro hicieron los despachos de la sección de cocina del matinal directamente desde el Río Sena, París, como una manera de apoyar a la selección chilena en su participación en la Copa Mundial de Fútbol de 1998.
Posteriormente diversos proyectos como La mañana del Trece con Nin de Cardona —recién contratada por Canal 13—, intentaron capturar parte de la sintonía del matinal sin éxito. En enero de 2002, Kahl no renovó contrato con TVN y emigró a Canal 13, por lo que fue reemplazada por Karen Doggenweiler.

### El matinal enfrenta a la competencia (2002-2011)

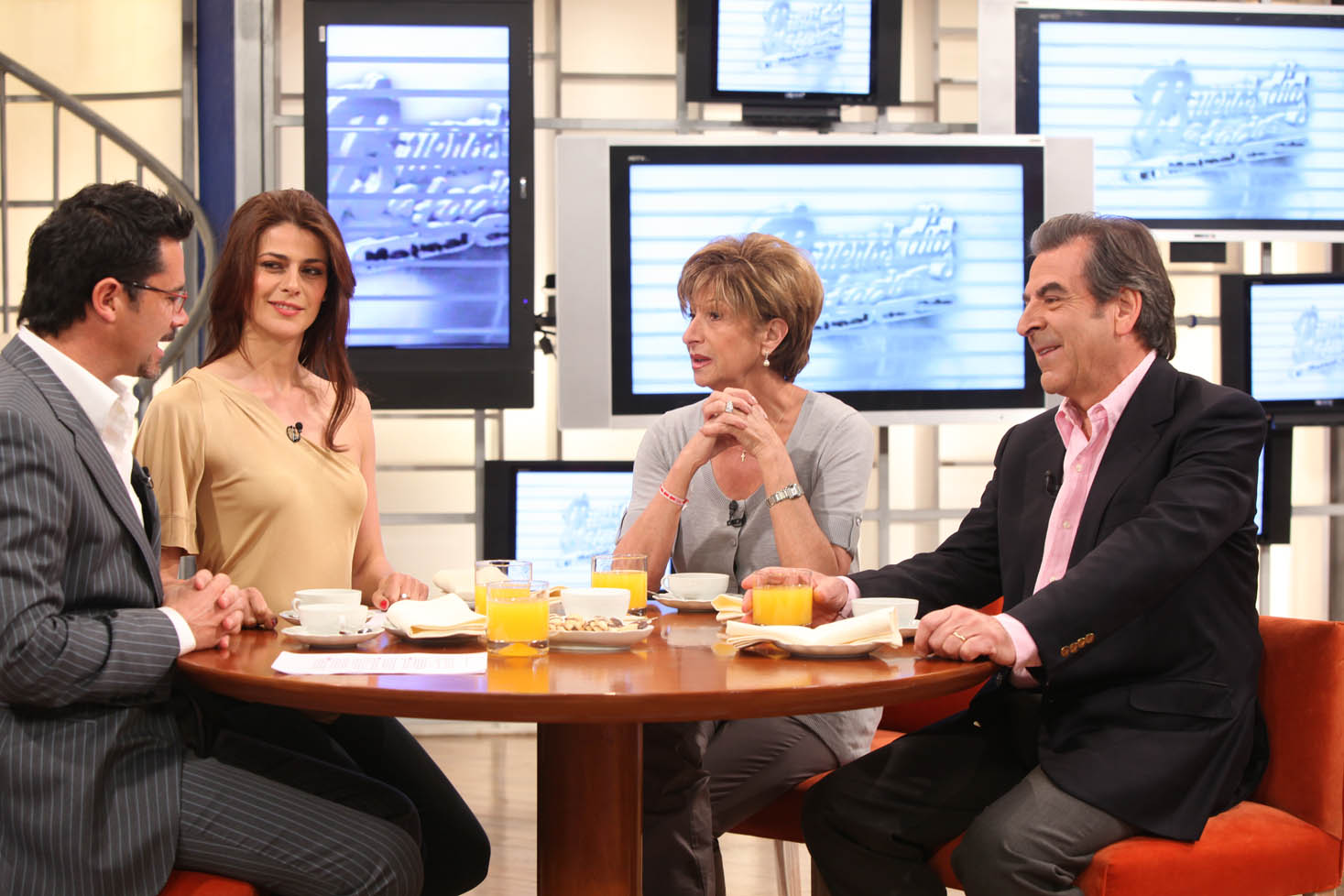
Eduardo Frei Ruiz-Tagle y Marta Larraechea, invitados al programa para ser entrevistados por Felipe Camiroaga y Tonka Tomicic (ambos, a la izquierda) en 2009.

En julio de 2004, Doggenweiler tuvo a su segunda hija, Manuela y fue reemplazada por Tonka Tomicic. Felipe Camiroaga regresó posteriormente en enero de 2005, integrándose al dúo temporal de Tomicic y Hevia, que luego se convertiría en un trío permanente. Esto se mantuvo hasta enero de 2006, cuando Hevia dejó el programa. 
Como voz en off el programa contó desde sus inicios hasta septiembre de 2011 con el locutor Patricio Frez, cuyo rostro se mantuvo en secreto hasta el 27 de julio de 2001, cuando apareció ante las cámaras bailando el tema «Mayonesa». Una canción de moda de ese año, junto con la bailarina María José Campos, más conocida como Porotito Verde.
A mediados de los años 2000, diversos programas habían surgido para competir con Buenos días a todos, que si bien mantuvo el liderazgo en sintonía, ya no era imbatible: Viva la mañana y Juntos de Canal 13; Mucho gusto de Mega; Gente como tú de Chilevisión y Pollo en Conserva de La Red son algunos ejemplos.
El 13 de noviembre de 2009, luego de que Tomicic emigrara a Canal 13, Katherine Salosny se incorporó al programa acompañando a Camiroaga. Salosny duraría un año, partiendo el 26 de noviembre de 2010 luego de una serie de polémicas con su equipo de trabajo, incluyendo al propio Camiroaga. El reemplazo de Salosny fue la modelo Carolina de Moras, la que ingresó al programa en junio de 2010.

### Tragedia aérea de 2011

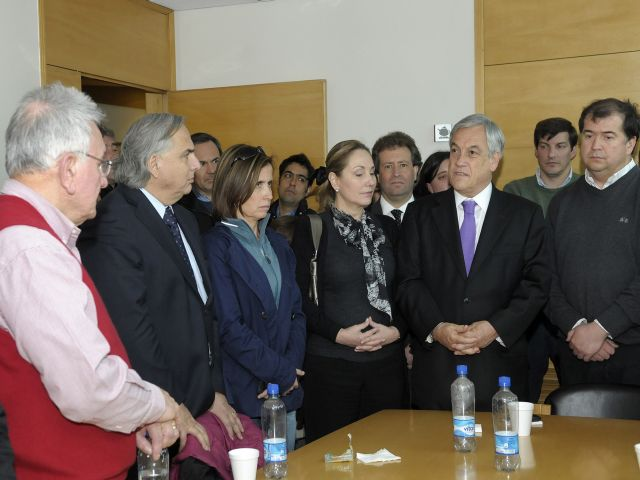
El presidente Sebastián Piñera y Cecilia Morel visitaron al equipo del programa tras el accidente.

El 2 de septiembre de 2011, un equipo del programa viajó al archipiélago de Juan Fernández junto a un equipo del Desafío Levantemos Chile y del Consejo Nacional de la Cultura y las Artes, con el fin de realizar un reportaje respecto al avance de la reconstrucción en el lugar luego del tsunami del 27 de febrero de 2010. El vuelo perdió contacto a las 17:48 a unos 670 km al oeste de Santiago. Luego de días de búsqueda, el avión fue encontrado estrellado bajo las aguas del océano Pacífico.

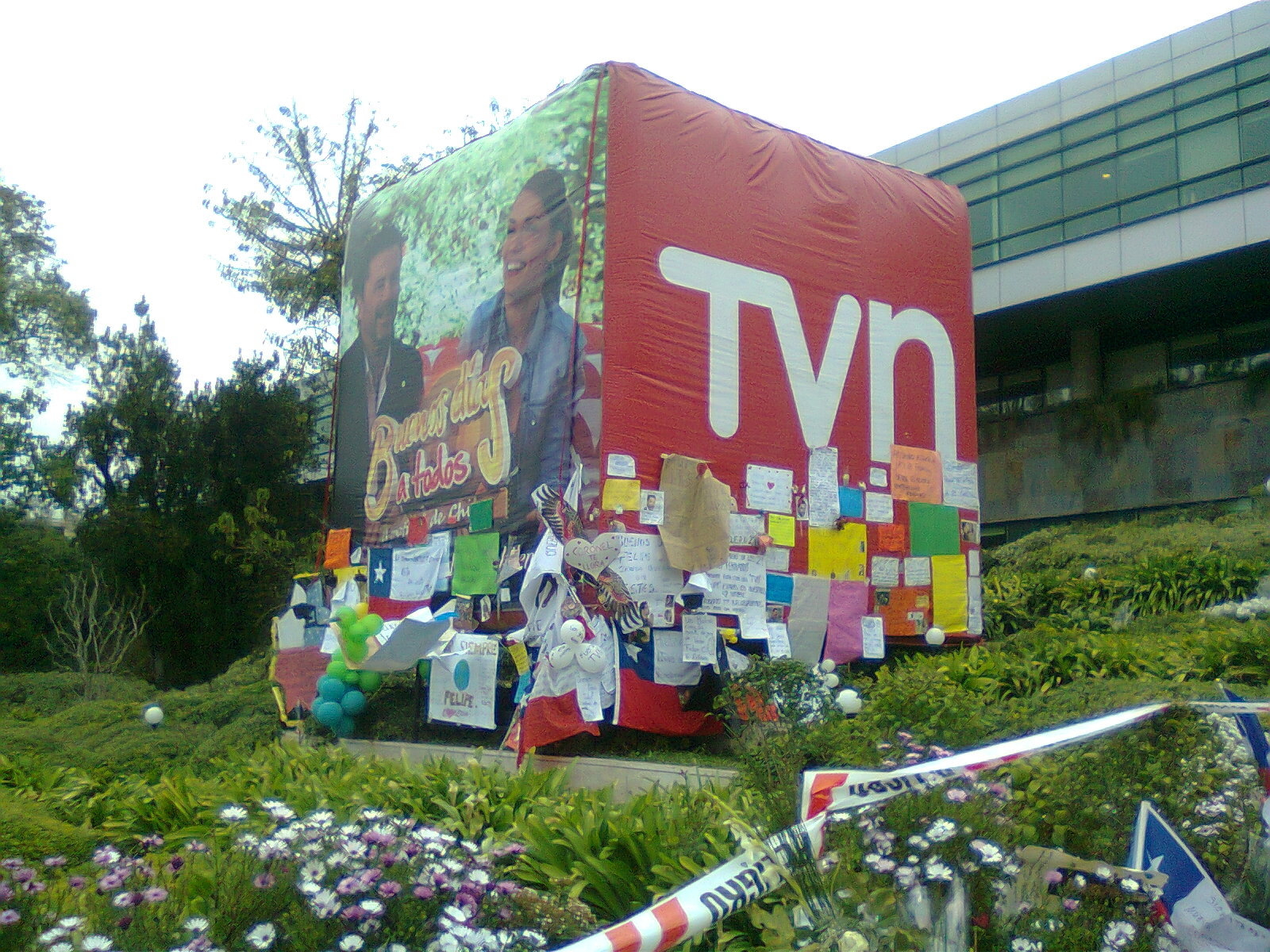
El globo publicitario del jardín de TVN fue adornado por el público con letreros, banderas y globos después del accidente aéreo.

Dentro de las veintiuna personas que iban en el avión CASA 212, estaban cinco miembros del equipo de Buenos días a todos. De ellos, fueron identificados los cadáveres de cuatro: Felipe Camiroaga (44 años), animador; Roberto Bruce (32 años), periodista; Sylvia Slier (35 años), periodista y Carolina Gatica (29 años), productora. Los restos del camarógrafo Rodrigo Cabezón (44 años) no fueron encontrados.
Al informarse la noticia, miles de personas se congregaron a las afueras del edificio corporativo de TVN de forma espontánea, dejando ofrendas en honor a los desaparecidos. Al mediodía del domingo 4 de septiembre se realizó una liturgia en el Patio de las Comunicaciones del mismo canal en honor a los veintiún pasajeros que iban a bordo del avión siniestrado. El lunes 5 de septiembre de 2011, el programa (el primero emitido luego del accidente) fue conducido por Carolina de Moras junto a Julián Elfenbein y animadores históricos del programa como Karen Doggenweiler y Jorge Hevia, donde homenajearon a los cinco fallecidos del equipo. Diversos rostros participaron en el programa y al cierre de este se sumaron los conductores de los programas de la competencia en un gesto de solidaridad. El programa tuvo una sintonía promedio de 25,8 puntos entre las 8:02 y las 12:19, convirtiéndose en el más visto en la historia del matinal.

### Reestructuración y salida de rostros clave (2011-2016)

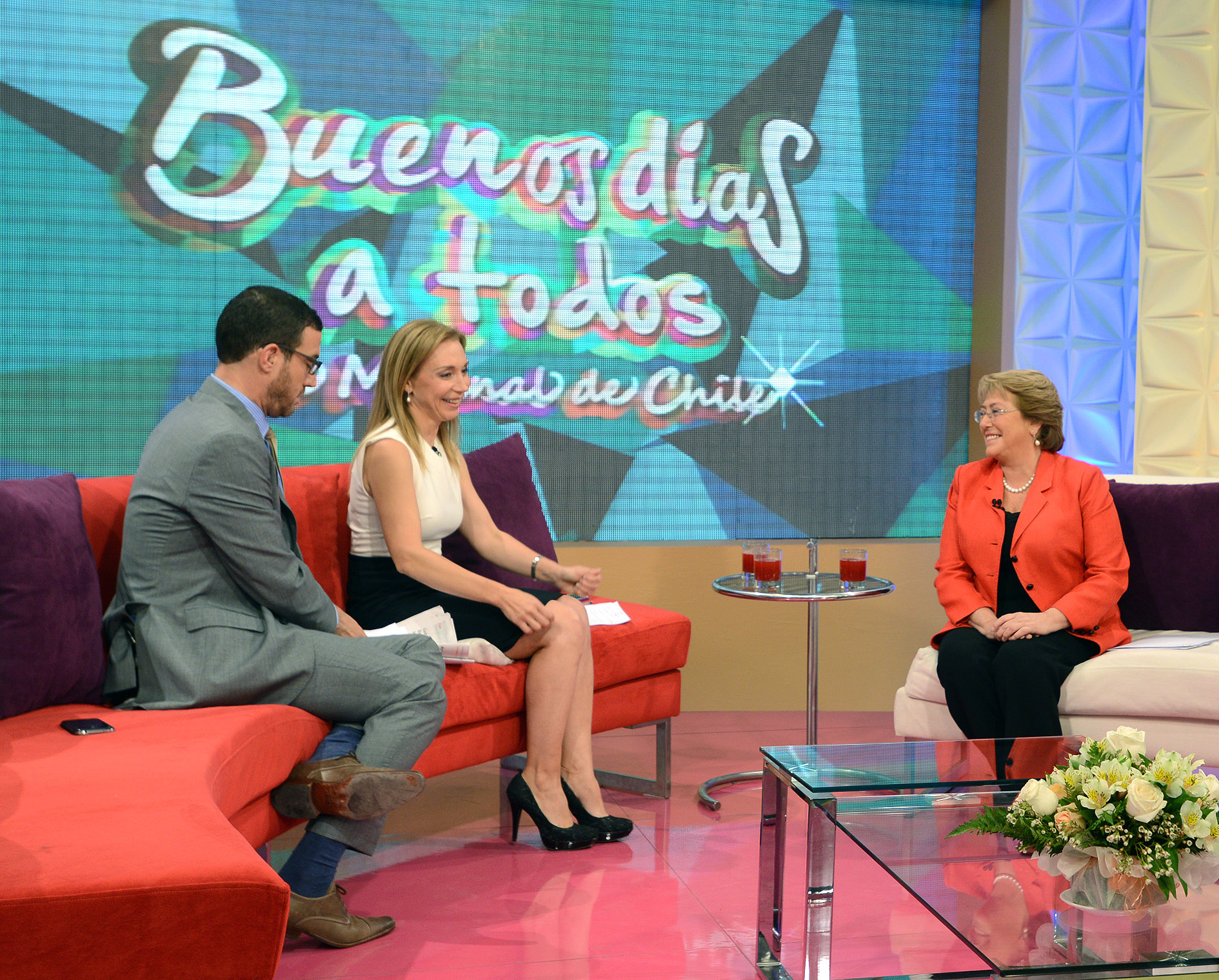
Julián Elfenbein y Karen Doggenweiler entrevistan en vivo a la presidenta Michelle Bachelet (2014).

Tras la muerte de Felipe Camiroaga, el programa sufrió una serie de transformaciones. Julián Elfenbein asumió el reemplazo del conductor acompañando a Carolina de Moras. Días más tarde, el locutor Patricio Frez anunció su renuncia al programa, el 28 de septiembre de 2011, para dedicarse a ser pastor evangélico, siendo reemplazado por Álvaro García. El 13 de diciembre siguiente, De Moras renunció también al programa, argumentando problemas personales. Su lugar fue ocupado nuevamente por Karen Doggenweiler.
El 16 de julio de 2013, debutó en el panel de espectáculos, el periodista Luis Sandoval. En agosto de 2014, Patricio Frez volvió a asumir como voz en off y también debutó Jordi Castell, en marzo de ese año, en el panel de espectáculos. El 11 de marzo de 2015, Mauricio Correa renunció a la dirección del programa por los bajos índices de audiencias. El 12 de mayo de ese año, falleció el editor periodístico del programa, Juan Carlos Díaz Velásquez, el Tata. Más tarde, Jordi Castell fue sacado del matinal y Patricio Frez abandonó definitivamente el matinal.
El 7 de diciembre de 2015, Julián Elfenbein fue despedido del programa por una nueva reestructuración del equipo, tras los bajos índices de audiencia. El 4 de enero de 2016, Javiera Contador y María Luisa Godoy asumieron la conducción del programa junto a Doggenweiler. El 10 de junio de 2016, Karen Doggenweiler se retiró del programa luego de varios años, para emprender nuevos proyectos en el área deportiva del canal.

### Muy buenos días(2016-2019)

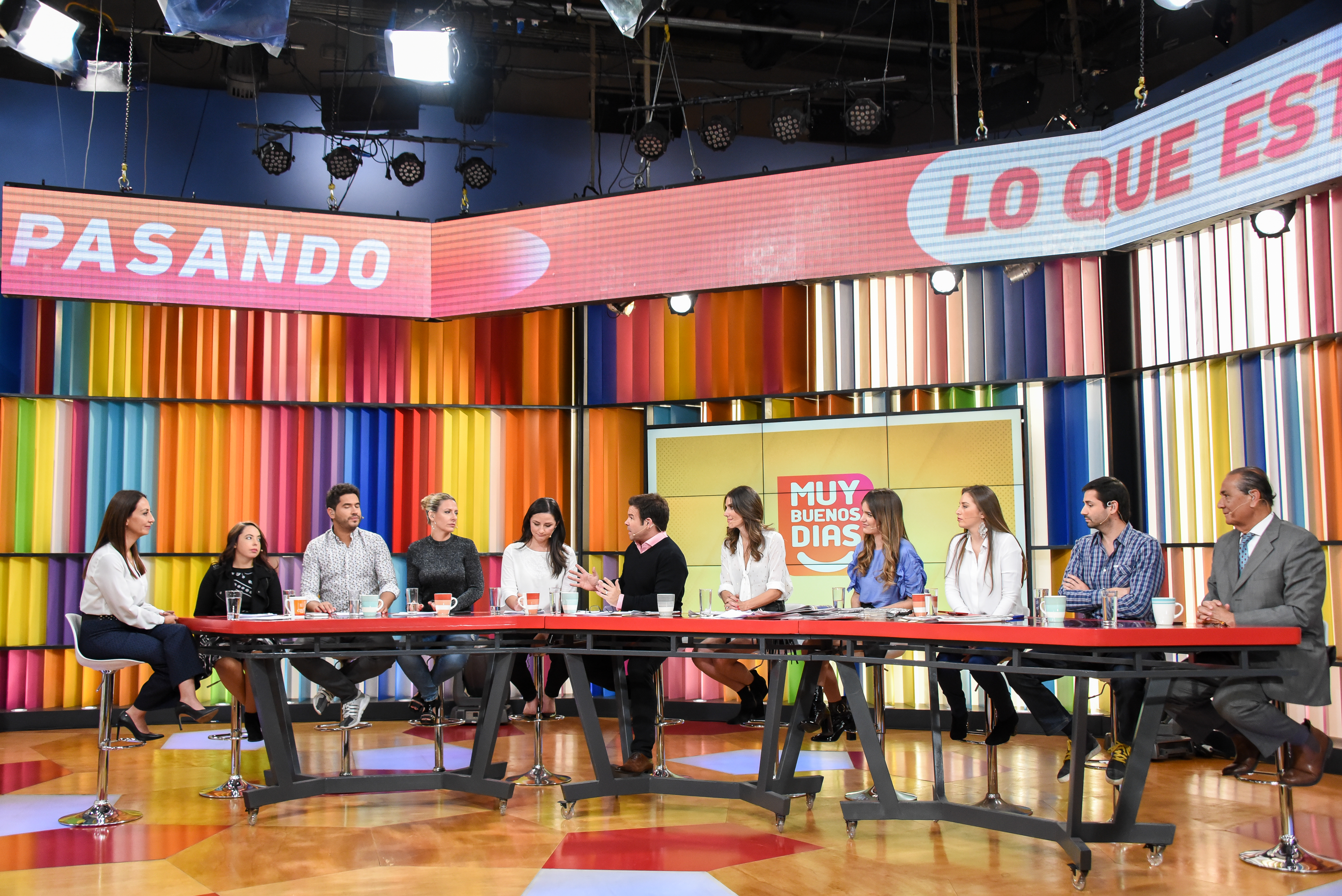
Panel del programa en 2018.

Durante los Juegos Olímpicos de Río de Janeiro 2016 el programa no fue emitido, ya que TVN dio cobertura al evento en forma ininterrumpida durante la franja horaria matinal. Durante este periodo, Cristián Torres, productor ejecutivo de Buenos días a todos, anunció la renovación de la franja matinal de TVN, habiéndose cambiado el nombre a Muy buenos días el 22 de agosto de 2016.
Los presentadores iniciales de esta nueva etapa fueron Javiera Contador y Yann Yvin, a quien se le sumó Cristián Sánchez en noviembre de 2016, tras el fin del programa Por ti. En enero de 2017 ingresa como animadora María Luisa Godoy, sin embargo Contador e Yvin salieron del programa en enero y julio de ese año, respectivamente. En enero de 2018, Ignacio Gutiérrez se sumó como presentador a Godoy y Sánchez.
Durante esta etapa, el programa tuvo invitados que fueron criticados por sus teorías o planteamientos. Uno de ellos fue el ingeniero industrial Pedro Grez, quien apareció por primera vez en el programa el 10 de noviembre de 2016. Grez publicó un libro donde propone una dieta similar a la cetogénica —que él denomina «Método Grez»—, la cual fomenta el consumo de grasas en desmedro de carbohidratos, prometiendo reducir el peso. La entrevista logró aumentar la audiencia del programa, y Grez se convirtió en un invitado regular. La comunidad médica criticó transversalmente la dieta propuesta, y en respuesta a los cuestionamientos el programa confrontó a Grez con una nutricionista el 14 de diciembre.
El 1 de diciembre de 2016, el programa publicó una entrevista con el supuesto «vidente» brasileño Carlinhos, donde anunció un terremoto a Chile para inicios de 2017, con consecuencias en Argentina. Tras la ocurrencia del terremoto de Chiloé el 25 de diciembre, el programa validó la predicción, y en una nueva entrevista con el brasileño, la traductora afirmó que «el terremoto que él [Carlinhos] vio, y que se va originar en la zona sur, no es este [el de Chiloé]. El que vio tiene otro tipo de magnitud». La emisión del nuevo vaticinio fue denominado por el presidente del Consejo Nacional de Televisión (CNTV), Óscar Reyes, como «un descriterio y una irresponsabilidad sin límites», mientras que TVN realizó un comunicado de prensa en donde «lamenta profundamente sus contenidos y señala que estos se apartan completamente de su línea editorial».
En 2016 se presentaron más de ciento ochenta denuncias al CNTV por la emisión del contenido, situando al matinal de TVN —sumado a su antecesor, Buenos días a todos—, como el programa con más denuncias, con un total de trescientos veintinueve.

### Regreso al nombre original (2019-presente)
Tras el estallido social en octubre de 2019, el programa no fue emitido los días 21 y 22 de ese mes debido a boletines extendidos del noticiero 24 horas. Al volver a la pantalla el miércoles 23, el matinal volvió a su nombre original, Buenos días a todos. A inicios de noviembre de 2019 salieron del espacio el presentador Ignacio Gutiérrez, los panelistas Marcela Vacarezza y Daniel Stingo –abogado que adquirió gran notoriedad en sus medios por sus opiniones sobre el movimiento social–, el productor ejecutivo Pablo Manríquez, y la editora periodística Carolina Román. A ellos se les sumó el animador Cristian Sánchez, quien se retiró en diciembre de 2019. No obstante, ese mismo mes Ignacio Gutiérrez se reintegró al equipo un mes después de su salida y asumió como animador principal. Para 2020 y con motivo de la pandemia de COVID-19, se despiden a varios panelistas del programa, entre ellos la humorista Chiqui Aguayo y el comentarista de espectáculos Hugo Valencia.
El noviembre de ese año, asumen la conducción los exrostros del área de prensa de TVN, Gonzalo Ramírez y Carolina Escobar. En marzo de 2021, María Luisa Godoy regresa a la conducción habiendo terminado su período de posnatal y en junio, Gino Costa sale del programa para enfocarse en otros proyectos dentro del canal. Ese mismo mes, Carolina Escobar se retira temporalmente de la conducción del programa, debido a una lesión, la cual tuvo que requerir intervención quirúrgica, regresando en octubre de 2021. El 29 de abril de 2022, Godoy anunció su salida definitiva del matinal. El 30 de septiembre del mismo año, se oficializó la renuncia de Gonzalo Ramírez, quien decidió aceptar una oferta de Mega. En octubre, Carolina Escobar declinó su continuidad en el matinal. El 18 de noviembre de 2022, TVN oficializó a María Luisa Godoy y Eduardo Fuentes como animadores para la temporada 2023. Entre noviembre y diciembre, los periodistas Rafael Venegas y Nathalie Catalán asumieron la conducción en reemplazo de los animadores oficiales. Yamila Reyna, Gino Costa y Felipe Vidal, condujeron el espacio durante enero y febrero de 2023. El 15 de enero de integró el periodista Simón Oliveros, tras doce años en Mucho gusto de Mega.
La nueva temporada se inició el 27 de febrero con Margot Kahl y Jorge Hevia—tras veintiún años de haber sido los principales conductores—, quienes bajo una nueva y moderna escenografía, recibieron a los conductores oficiales Eduardo Fuentes, María Luisa Godoy y Gino Costa.Durante los Juegos Panamericanos de 2023, no se emitió el programa, debido a que TVN dedicó su programación completa al evento deportivo.

## Secciones del programa

### 1992-2016

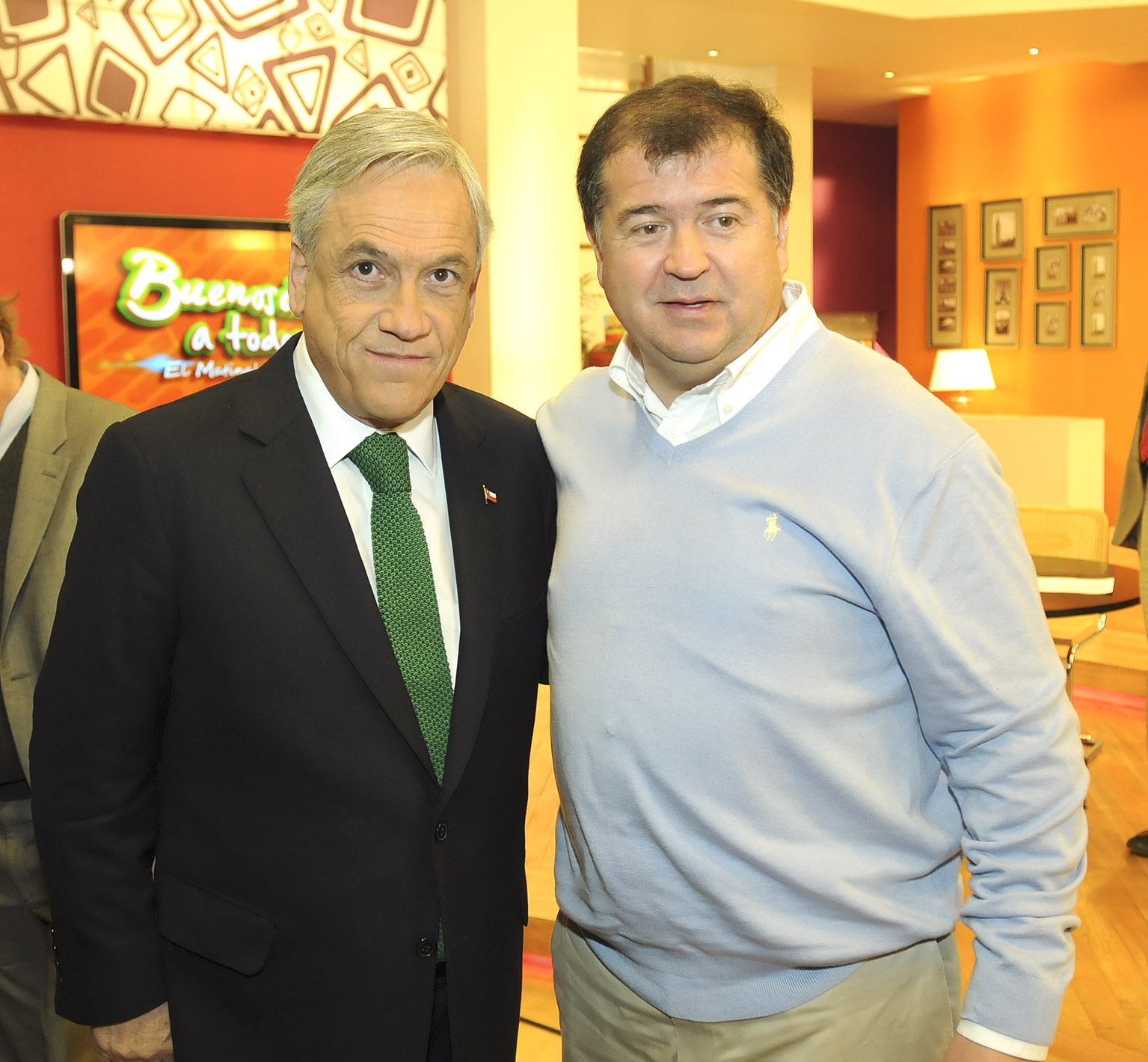
Mauricio Correa con Sebastián Piñera en el BDAT en el año 2012.

- Móviles: en esta sección se abordaba una noticia, un hecho de actualidad o un problema social. Por lo general se realizaban dos de estos despachos durante la mañana, donde el primero tenía una duración de unos cinco a diez minutos, y se realizaba al inicio del programa. Este rol fue abordado por diferentes periodistas en el tiempo, entre ellos Germán Valenzuela (1992-1999), Pablo Millas (1997-2002), Carolina Contreras (1999-2001), Bárbara Rebolledo (2000-2001), Cristián Briceño (2000-2003),[34] Gonzalo Ramírez (2002-2009, que en marzo de 2009 pasó al Departamento de Prensa de TVN y el canal 24 Horas), Álvaro García (2002-2004, 2006-2011), Macarena Saavedra (2002-2009), Catarí Loguercio (2002-2005), Roberto Bruce (2002-2011, quien falleció en el accidente aéreo del archipiélago de Juan Fernández), Gianfranco Dazzarola (2002-2005), Arturo Walden, el Kiwi (2004-2005), y Gustavo Huerta Ardiles (2003-2006). Durante los últimos años del programa, los despachos eran realizados por Christian Herren y Gino Costa.
- El tiempo: espacio conducido por el meteorólogo Iván Torres desde 1995 (o alternativamente por Eduardo Sáez), en el cual se entregaba la información meteorológica del país, además de consejos meteorológicos.
- Lectura de diarios: espacio conducido por los conductores del programa en compañía de Mauricio Bustamante desde marzo de 2004, en el que se leían las noticias más destacadas del día desde los diferentes diarios matutinos de circulación nacional.
- Boletín de prensa (10:00): justo en la mitad del programa se hacía un enlace con el Departamento de Prensa, generalmente conducido por Mauricio Bustamante, para una actualización y avance del noticiero de la tarde. Desde el 5 de marzo de 2009, el boletín se realizaba desde el canal 24 Horas.
- Moda: espacio en el cual la modelo Carolina Jorquera mostraba las diferentes tendencias de moda del momento, junto a un grupo de modelos. También los días lunes se hacía el espacio La moda se acomoda, en el que enseñaba a las televidentes cómo vestirse de acuerdo a la edad.
- Espacio de medicina: espacio en el cual se abordan diferentes temas relacionados con la medicina.
- Dibujos animados: espacio con una variedad de dibujos animados y series infantiles nacionales y internacionales

El programa finalizaba a las 12:00. En algunas ocasiones se han realizado ediciones especiales del programa; por ejemplo, para la celebración del Año Nuevo de 2000, en que el programa duró once horas consecutivas. Durante el mes de febrero, usualmente el equipo era trasladado a la ciudad costera de Viña del Mar con ocasión de la celebración del Festival Internacional de la Canción de Viña del Mar, realizando notas periodísticas al respecto, comentarios del evento y eventos artísticos. Para las vacaciones, tanto de verano como de invierno (usualmente en los meses de enero-febrero y julio respectivamente), se incorporaban secciones destinadas al público infantil.
Durante la etapa Muy buenos días, el programa terminaba a las 13:30, sin embargo, desde mediados de diciembre de 2018, adelantó su hora de término a las 13:00.

## Equipo

### Presentadores
| Década | Año  | Presentadores oficiales                                  |
| ------ | ---- | -------------------------------------------------------- |
| 1990   | 1992 | Felipe Camiroaga y Tati Penna                            |
| 1990   | 1993 | Jorge Hevia y Margot Kahl                                |
| 1990   | 1994 | Jorge Hevia y Margot Kahl                                |
| 1990   | 1995 | Jorge Hevia y Margot Kahl                                |
| 1990   | 1996 | Jorge Hevia y Margot Kahl                                |
| 1990   | 1997 | Jorge Hevia y Margot Kahl                                |
| 1990   | 1998 | Jorge Hevia y Margot Kahl                                |
| 1990   | 1999 | Jorge Hevia y Margot Kahl                                |
| 2000   | 2000 | Jorge Hevia y Margot Kahl                                |
| 2000   | 2001 | Jorge Hevia y Margot Kahl                                |
| 2000   | 2002 | Jorge Hevia y Karen Doggenweiler                         |
| 2000   | 2003 | Jorge Hevia y Karen Doggenweiler                         |
| 2000   | 2004 | Jorge Hevia y Karen Doggenweiler                         |
| 2000   | 2005 | Jorge Hevia, Felipe Camiroaga y Tonka Tomicic            |
| 2000   | 2006 | Felipe Camiroaga y Tonka Tomicic                         |
| 2000   | 2007 | Felipe Camiroaga y Tonka Tomicic                         |
| 2000   | 2008 | Felipe Camiroaga y Tonka Tomicic                         |
| 2000   | 2009 | Felipe Camiroaga y Tonka Tomicic                         |
| 2010   | 2010 | Felipe Camiroaga y Katherine Salosny                     |
| 2010   | 2011 | Felipe Camiroaga y Carolina de Moras                     |
| 2010   | 2012 | Julián Elfenbein y Karen Doggenweiler                    |
| 2010   | 2013 | Julián Elfenbein y Karen Doggenweiler                    |
| 2010   | 2014 | Julián Elfenbein y Karen Doggenweiler                    |
| 2010   | 2015 | Julián Elfenbein y Karen Doggenweiler                    |
| 2010   | 2016 | Karen Doggenweiler, Javiera Contador y María Luisa Godoy |
| 2010   | 2017 | Cristián Sánchez y María Luisa Godoy                     |
| 2010   | 2018 | Cristián Sánchez y María Luisa Godoy                     |
| 2010   | 2019 | Cristián Sánchez y María Luisa Godoy                     |
| 2020   | 2020 | Ignacio Gutiérrez y María Luisa Godoy                    |
| 2020   | 2021 | Gonzalo Ramírez, María Luisa Godoy y Carolina Escobar    |
| 2020   | 2022 | Gonzalo Ramírez y Carolina Escobar                       |
| 2020   | 2023 | Eduardo Fuentes y María Luisa Godoy                      |
| 2020   | 2024 | Eduardo Fuentes y María Luisa Godoy                      |
| 2020   | 2025 | Eduardo Fuentes y Monserrat Álvarez                      |